# Elena Linari
Elena Linari (Fiesole, 15 aprile 1994) è una calciatrice italiana, difensore del London City Lionesses e della nazionale italiana. Detiene il primato di maggior numero di presenze (16) nella nazionale under 19.

## Biografia
Diplomata al Liceo Scientifico Bilingue di Firenze, si è poi iscritta all'Università degli Studi di Firenze, nella facoltà di Scienze motorie.
Nell'ottobre del 2019 ha rivelato la propria omosessualità durante un'intervista per il programma Dribbling.

## Carriera

### Club

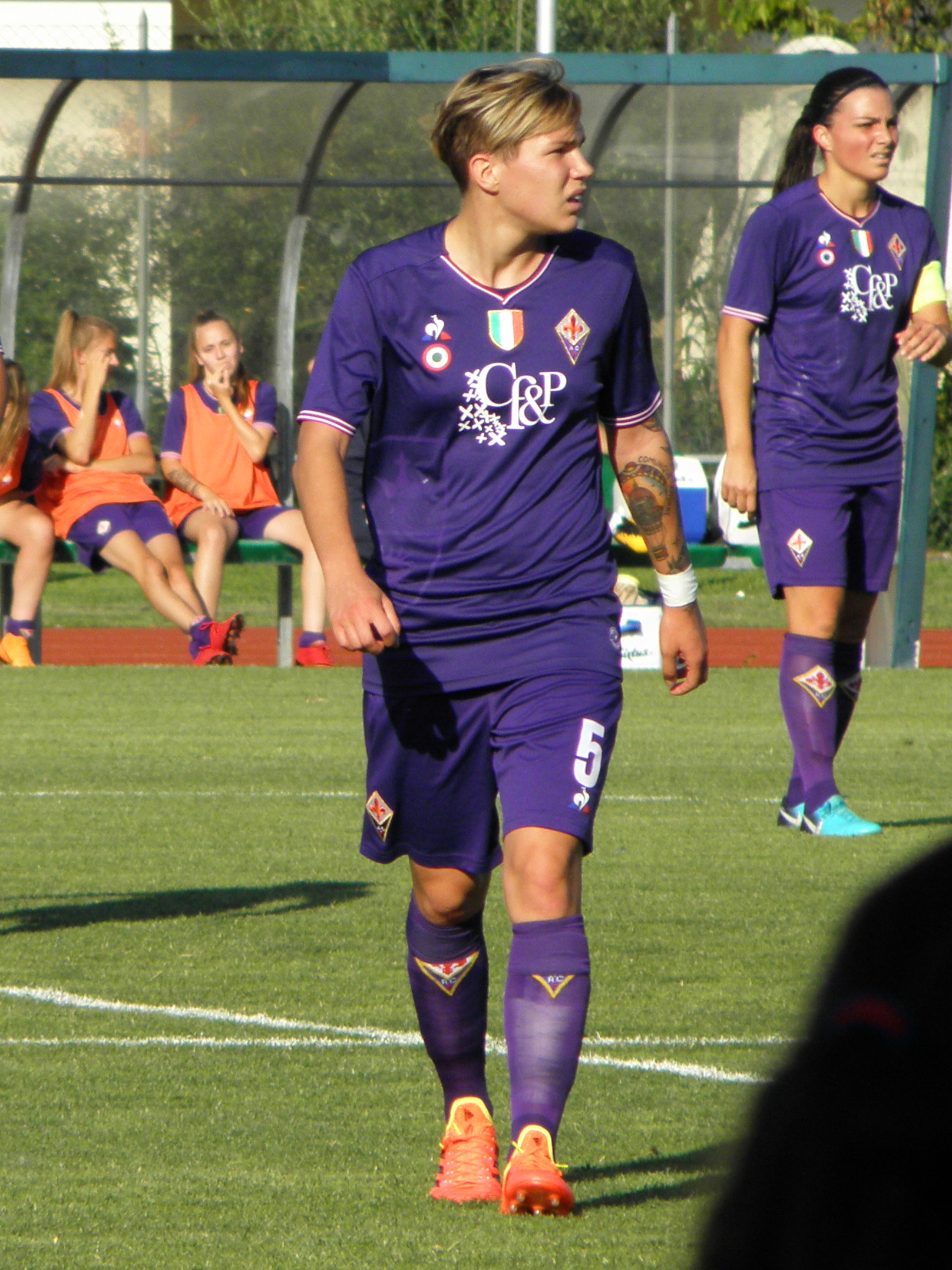
Linari in azione alla Fiorentina nel 2018

Calcisticamente muove i primi passi nell'Atletica Castello, squadra maschile, poi passa alla Scuola Calcio Claudio Desolati e all'età di 14 anni entra a far parte del Firenze. Veste la maglia del Firenze per 5 stagioni, dalla stagione 2008-09 alla stagione 2012-13. Proprio con il Firenze esordisce in Serie A all'età di 16 anni e nella sua ultima stagione in viola vince il campionato italiano con la squadra primavera.
Nell'estate del 2013 si trasferisce al Brescia. Con il Brescia arricchisce il suo palmarès di trofei vincendo il campionato di Serie A alla sua prima stagione, una Coppa Italia nella stagione 2014-15 e due Supercoppe Italiane nel 2014 e nel 2015.
Sempre con il Brescia, il 9 ottobre 2014, fa il suo esordio in UEFA Women's Champions League, la massima competizione europea per club.
Nell'estate del 2016, decide di tornare a casa, accasandosi alla Fiorentina Women's, società con la quale ha vinto lo scudetto e la Coppa Italia nella stagione 2016-2017, e una seconda Coppa Italia nella stagione 2017-2018.
Il 20 giugno 2018 l'Atletico di Madrid ufficializza il passaggio di Elena nelle proprie file per la stagione 2018-2019.
Dopo due anni in Spagna Linari cambia Paese, rimanendo comunque all'estero, firmando un biennale con le francesi del Bordeaux.
L'esperienza francese dura solo mezza stagione, con tre presenze totali, a gennaio 2021 fa infatti ritorno in Italia dopo due anni e mezzo, accordandosi per due stagioni e mezza con la Roma.
Lungo l'annata 2022-2023, dopo aver contribuito alla vittoria della Supercoppa italiana, Linari partecipa di nuovo alla UEFA Women's Champions League, in cui la Roma raggiunge i quarti di finale. Inoltre, è fra le protagoniste della vittoria del campionato, primo titolo nazionale nella storia della formazione giallorossa. Al termine della stagione, viene premiata come miglior difensore della Serie A.

### Nazionale

#### Nazionali giovanili
Viene convocata alle selezioni per le giovanili della nazionale di calcio femminile italiana seguendo la trafila delle varie selezioni per età passando dalla under 17 alla under 19 ed infine alla under 20.
Il debutto internazionale con le azzurrine under 17 avviene il 16 ottobre del 2009, nella partita vinta dall'Italia per 7-0 contro la pari rappresentativa delle Fær Øer nel primo turno di qualificazione per i campionati europei UEFA di categoria.
In seguito viene convocata nell'under 19 dove colleziona 16 presenze complessive, all'agosto 2014, primato per la selezione delle Azzurrine.
Suo è il gol con cui, il 19 agosto 2012, l'Italia under 20 passa, al 38', in momentaneo vantaggio al Komaba Stadium di Saitama con le pari età del Brasile nella fase a gironi, Gruppo B, del mondiale del Giappone, match poi finito 1 a 1 con la rete siglata al 90+2' dalle avversarie.

#### Nazionale maggiore

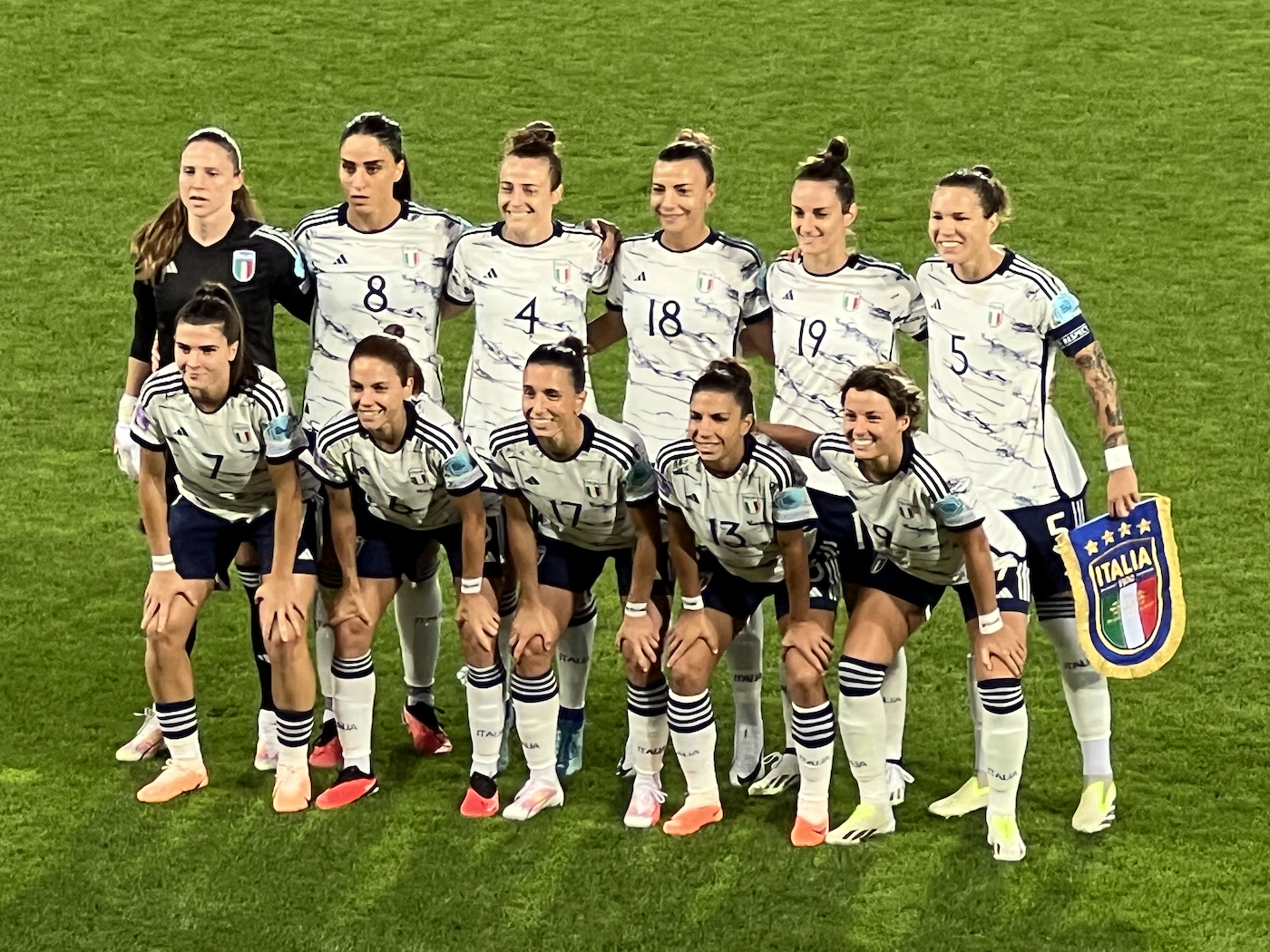
Linari (in piedi, prima da destra) capitana della nazionale italiana nel 2023

In seguito il commissario tecnico della nazionale maggiore Antonio Cabrini decide di convocarla nel gruppo selezionato per qualificarsi al Campionato mondiale femminile di calcio 2015. Fa il suo esordio in Spagna il 31 ottobre 2013, nella partita persa per 2 a 0 con la Nazionale spagnola durante la fase a gironi, Gruppo 2, delle qualificazioni.
Nel novembre 2016 viene inserita da Antonio Cabrini nella lista delle giocatrici convocate per il "Torneo Internazionale Manaus 2016", in programma dal 7 al 18 dicembre 2016.
Con l'avvicendamento della guida tecnica della nazionale affidata a Milena Bertolini, Linari continua a riscuotere la fiducia del nuovo CT venendo impiegata durante le qualificazioni al Mondiale di Francia 2019 e disputando da titolare tutte e 5 le gare delle Azzurre nel torneo.
Il 23 febbraio 2024, Linari gioca la sua centesima partita in nazionale maggiore nell'amichevole contro l'Irlanda, conclusasi a reti inviolate. Il 2 dicembre seguente, invece, disputando l'incontro amichevole con la Germania (vinto per 2-1), raggiunge le 109 presenze in maglia azzurra, entrando così nelle prime dieci giocatrici con più presenze nella storia della nazionale italiana (a pari merito con Elisabetta Vignotto).

## Statistiche

### Presenze e reti nei club
Statistiche aggiornate al 17 maggio 2025.
| Stagione               | Squadra                | Campionato             | Campionato | Campionato | Coppe nazionali | Coppe nazionali | Coppe nazionali | Coppe internazionali | Coppe internazionali | Coppe internazionali | Altre coppe | Altre coppe | Altre coppe | Totale | Totale |
| Stagione               | Squadra                | Comp                   | Pres       | Reti       | Comp            | Pres            | Reti            | Comp                 | Pres                 | Reti                 | Comp        | Pres        | Reti        | Pres   | Reti   |
| ---------------------- | ---------------------- | ---------------------- | ---------- | ---------- | --------------- | --------------- | --------------- | -------------------- | -------------------- | -------------------- | ----------- | ----------- | ----------- | ------ | ------ |
| 2008-2009              | Firenze                | A2                     | 19         | 2          | CI              | ?               | ?               | -                    | -                    | -                    | -           | -           | -           | 19+    | 2+     |
| 2009-2010              | Firenze                | A2                     | 19         | 1          | CI              | ?               | ?               | -                    | -                    | -                    | -           | -           | -           | 19+    | 1+     |
| 2010-2011              | Firenze                | A                      | 17         | 1          | CI              | ?               | ?               | -                    | -                    | -                    | -           | -           | -           | 17+    | 1+     |
| 2011-2012              | Firenze                | A                      | 24         | 2          | CI              | ?               | ?               | -                    | -                    | -                    | -           | -           | -           | 24+    | 2+     |
| 2012-2013              | Firenze                | A                      | 28         | 2          | CI              | 2               | 0               | -                    | -                    | -                    | -           | -           | -           | 30     | 2      |
| Totale Firenze         | Totale Firenze         | Totale Firenze         | 107        | 8          |                 | 2+              | 0               |                      | -                    | -                    |             | -           | -           | 109+   | 8+     |
| 2013-2014              | Brescia                | A                      | 29         | 2          | CI              | 3               | 0               | -                    | -                    | -                    | -           | -           | -           | 32     | 2      |
| 2014-2015              | Brescia                | A                      | 22         | 0          | CI              | 4               | 0               | UWCL                 | 1                    | 0                    | SI          | 1           | 0           | 28     | 0      |
| 2015-2016              | Brescia                | A                      | 19         | 1          | CI              | 4               | 1               | UWCL                 | 6                    | 0                    | SI          | 1           | 0           | 30     | 2      |
| Totale Brescia         | Totale Brescia         | Totale Brescia         | 70         | 3          |                 | 11              | 1               |                      | 7                    | 0                    |             | 2           | 0           | 90     | 4      |
| 2016-2017              | Fiorentina             | A                      | 22         | 5          | CI              | 4               | 1               | -                    | -                    | -                    | -           | -           | -           | 26     | 6      |
| 2017-2018              | Fiorentina             | A                      | 21+1       | 6+2        | CI              | 4               | 1               | UWCL                 | 4                    | 0                    | SI          | 1           | 0           | 30     | 7      |
| Totale Fiorentina      | Totale Fiorentina      | Totale Fiorentina      | 44         | 13         |                 | 8               | 2               |                      | 4                    | 0                    |             | 1           | 0           | 56     | 13     |
| 2018-2019              | Atlético Madrid        | PD                     | 16         | 1          | CR              | 2               | 0               | UWCL                 | 4                    | 0                    | -           | -           | -           | 22     | 1      |
| 2019-2020              | Atlético Madrid        | PD                     | 17         | 0          | CR              | 1               | 0               | UWCL                 | 3                    | 0                    | -           | -           | -           | 21     | 0      |
| Totale Atlético Madrid | Totale Atlético Madrid | Totale Atlético Madrid | 33         | 1          |                 | 3               | 0               |                      | 7                    | 0                    |             | -           | -           | 43     | 1      |
| 2020-2021              | Bordeaux               | D1                     | 3          | 0          | CF              | -               | -               | -                    | -                    | -                    | -           | -           | -           | 3      | 0      |
| 2020-2021              | Roma                   | A                      | 11         | 2          | CI              | 5               | 0               | -                    | -                    | -                    | -           | -           | -           | 16     | 2      |
| 2021-2022              | Roma                   | A                      | 19         | 1          | CI              | 7               | 0               | -                    | -                    | -                    | SI          | 0           | 0           | 26     | 1      |
| 2022-2023              | Roma                   | A                      | 20         | 1          | CI              | 7               | 0               | UWCL                 | 10                   | 2                    | SI          | 1           | 0           | 38     | 3      |
| 2023-2024              | Roma                   | A                      | 22         | 7          | CI              | 4               | 1               | UWCL                 | 8                    | 0                    | SI          | 1           | 0           | 35     | 8      |
| 2024-2025              | Roma                   | A                      | 22         | 2          | CI              | 2               | 1               | UWCL                 | 7                    | 1                    | SI          | 1           | 0           | 32     | 4      |
| Totale Roma            | Totale Roma            | Totale Roma            | 94         | 13         |                 | 25              | 2               |                      | 25                   | 3                    |             | 3           | 0           | 147    | 18     |
| Totale carriera        | Totale carriera        | Totale carriera        | 352        | 38         |                 | 49+             | 5+              |                      | 43                   | 3                    |             | 6           | 0           | 448+   | 46+    |

### Cronologia presenze e reti in nazionale
| Cronologia completa delle presenze e delle reti in nazionale ― Italia | Cronologia completa delle presenze e delle reti in nazionale ― Italia | Cronologia completa delle presenze e delle reti in nazionale ― Italia | Cronologia completa delle presenze e delle reti in nazionale ― Italia | Cronologia completa delle presenze e delle reti in nazionale ― Italia | Cronologia completa delle presenze e delle reti in nazionale ― Italia | Cronologia completa delle presenze e delle reti in nazionale ― Italia | Cronologia completa delle presenze e delle reti in nazionale ― Italia |
| Data                                                                  | Città                                                                 | In casa                                                               | Risultato                                                             | Ospiti                                                                | Competizione                                                          | Reti                                                                  | Note                                                                  |
| --------------------------------------------------------------------- | --------------------------------------------------------------------- | --------------------------------------------------------------------- | --------------------------------------------------------------------- | --------------------------------------------------------------------- | --------------------------------------------------------------------- | --------------------------------------------------------------------- | --------------------------------------------------------------------- |
| 31-10-2013                                                            | San Sebastián de los Reyes                                            | Spagna                                                                | 2 – 0                                                                 | Italia                                                                | Qual. Mondiali 2015                                                   | -                                                                     |                                                                       |
| 13-2-2014                                                             | Novara                                                                | Italia                                                                | 6 – 1                                                                 | Rep. Ceca                                                             | Qual. Mondiali 2015                                                   | -                                                                     |                                                                       |
| 5-3-2014                                                              | Larnaca                                                               | Inghilterra                                                           | 2 – 0                                                                 | Italia                                                                | Cyprus Cup 2014 - 1º turno                                            | -                                                                     |                                                                       |
| 10-3-2014                                                             | Larnaca                                                               | Italia                                                                | 1 – 1                                                                 | Finlandia                                                             | Cyprus Cup 2014 - 1º turno                                            | -                                                                     |                                                                       |
| 8-5-2014                                                              | Skopje                                                                | Macedonia del Nord                                                    | 0 – 11                                                                | Italia                                                                | Qual. Mondiali 2015                                                   | -                                                                     |                                                                       |
| 14-6-2014                                                             | Praga                                                                 | Rep. Ceca                                                             | 0 – 4                                                                 | Italia                                                                | Qual. Mondiali 2015                                                   | -                                                                     |                                                                       |
| 13-9-2014                                                             | Vercelli                                                              | Italia                                                                | 4 – 0                                                                 | Estonia                                                               | Qual. Mondiali 2015                                                   | -                                                                     | 69’                                                                   |
| 4-3-2015                                                              | Nicosia                                                               | Italia                                                                | 2 – 1                                                                 | Corea del Sud                                                         | Cyprus Cup 2015 - 1º turno                                            | -                                                                     | 46’                                                                   |
| 6-3-2015                                                              | Larnaca                                                               | Italia                                                                | 3 – 2                                                                 | Scozia                                                                | Cyprus Cup 2015 - 1º turno                                            | -                                                                     | 70’                                                                   |
| 11-3-2015                                                             | Larnaca                                                               | Italia                                                                | 2 – 3                                                                 | Messico                                                               | Cyprus Cup 2015 - finale 3º posto                                     | -                                                                     | 46’                                                                   |
| 28-5-2015                                                             | Nagano                                                                | Giappone                                                              | 1 – 0                                                                 | Italia                                                                | Amichevole                                                            | -                                                                     |                                                                       |
| 3-12-2015                                                             | Guiyang                                                               | Cina                                                                  | 1 – 1                                                                 | Italia                                                                | Amichevole                                                            | -                                                                     |                                                                       |
| 2-3-2016                                                              | Dherynia                                                              | Ungheria                                                              | 0 – 2                                                                 | Italia                                                                | Cyprus Cup 2016 - 1º turno                                            | -                                                                     | 65’                                                                   |
| 7-3-2016                                                              | Larnaca                                                               | Italia                                                                | 0 – 0                                                                 | Austria                                                               | Cyprus Cup 2016 - 1º turno                                            | -                                                                     |                                                                       |
| 9-3-2016                                                              | Larnaca                                                               | Italia                                                                | 3 – 1                                                                 | Rep. Ceca                                                             | Cyprus Cup 2016 - finale 3º posto                                     | -                                                                     | 54’                                                                   |
| 9-4-2016                                                              | Bienne                                                                | Svizzera                                                              | 2 – 1                                                                 | Italia                                                                | Qual. Euro 2017                                                       | -                                                                     | 46’                                                                   |
| 12-4-2016                                                             | Reggio Emilia                                                         | Italia                                                                | 3 – 1                                                                 | Irlanda del Nord                                                      | Qual. Euro 2017                                                       | -                                                                     |                                                                       |
| 7-6-2016                                                              | Gori                                                                  | Georgia                                                               | 0 – 7                                                                 | Italia                                                                | Qual. Euro 2017                                                       | -                                                                     |                                                                       |
| 16-9-2016                                                             | Lurgan                                                                | Irlanda del Nord                                                      | 0 – 3                                                                 | Italia                                                                | Qual. Euro 2017                                                       | -                                                                     |                                                                       |
| 20-9-2016                                                             | Vercelli                                                              | Italia                                                                | 3 – 1                                                                 | Rep. Ceca                                                             | Qual. Euro 2017                                                       | -                                                                     |                                                                       |
| 7-12-2016                                                             | Manaus                                                                | Italia                                                                | 3 – 0                                                                 | Russia                                                                | Torneio Internacional 2016 - 1º turno                                 | -                                                                     |                                                                       |
| 11-12-2016                                                            | Manaus                                                                | Italia                                                                | 3 – 0                                                                 | Costa Rica                                                            | Torneio Internacional 2016 - 1º turno                                 | -                                                                     |                                                                       |
| 14-12-2016                                                            | Manaus                                                                | Brasile                                                               | 3 – 1                                                                 | Italia                                                                | Torneio Internacional 2016 - 1º turno                                 | -                                                                     |                                                                       |
| 18-12-2016                                                            | Manaus                                                                | Brasile                                                               | 5 – 3                                                                 | Italia                                                                | Torneio Internacional 2016 - finale                                   | -                                                                     |                                                                       |
| 1-3-2017                                                              | Larnaca                                                               | Corea del Nord                                                        | 3 – 0                                                                 | Italia                                                                | Cyprus Cup 2017 - 1º turno                                            | -                                                                     |                                                                       |
| 3-3-2017                                                              | Larnaca                                                               | Belgio                                                                | 4 – 1                                                                 | Italia                                                                | Cyprus Cup 2017 - 1º turno                                            | -                                                                     |                                                                       |
| 6-3-2017                                                              | Larnaca                                                               | Svizzera                                                              | 6 – 0                                                                 | Italia                                                                | Cyprus Cup 2017 - 1º turno                                            | -                                                                     |                                                                       |
| 8-3-2017                                                              | Larnaca                                                               | Italia                                                                | 6 – 2                                                                 | Rep. Ceca                                                             | Cyprus Cup 2017 - finale 11º posto                                    | -                                                                     | 53’                                                                   |
| 7-4-2017                                                              | Stoke-on-Trent                                                        | Inghilterra                                                           | 1 – 1                                                                 | Italia                                                                | Amichevole                                                            | -                                                                     |                                                                       |
| 17-7-2017                                                             | Rotterdam                                                             | Italia                                                                | 1 – 2                                                                 | Russia                                                                | Euro 2017 - 1º turno                                                  | -                                                                     |                                                                       |
| 21-7-2017                                                             | Tilburg                                                               | Germania                                                              | 2 – 1                                                                 | Italia                                                                | Euro 2017 - 1º turno                                                  | -                                                                     |                                                                       |
| 25-7-2017                                                             | Doetinchem                                                            | Svezia                                                                | 2 – 3                                                                 | Italia                                                                | Euro 2017 - 1º turno                                                  | -                                                                     |                                                                       |
| 15-9-2017                                                             | La Spezia                                                             | Italia                                                                | 5 – 0                                                                 | Moldavia                                                              | Qual. Mondiali 2019                                                   | -                                                                     |                                                                       |
| 19-9-2017                                                             | Cluj-Napoca                                                           | Romania                                                               | 0 – 1                                                                 | Italia                                                                | Qual. Mondiali 2019                                                   | -                                                                     |                                                                       |
| 24-10-2017                                                            | Castel di Sangro                                                      | Italia                                                                | 3 – 0                                                                 | Romania                                                               | Qual. Mondiali 2019                                                   | -                                                                     |                                                                       |
| 28-11-2017                                                            | Estoril                                                               | Portogallo                                                            | 0 – 1                                                                 | Italia                                                                | Qual. Mondiali 2019                                                   | -                                                                     |                                                                       |
| 20-1-2018                                                             | Marsiglia                                                             | Francia                                                               | 1 – 1                                                                 | Italia                                                                | Amichevole                                                            | -                                                                     |                                                                       |
| 2-3-2018                                                              | Larnaca                                                               | Italia                                                                | 3 – 0                                                                 | Galles                                                                | Cyprus Cup 2018 - 1º turno                                            | -                                                                     |                                                                       |
| 5-3-2018                                                              | Larnaca                                                               | Italia                                                                | 2 – 2                                                                 | Finlandia                                                             | Cyprus Cup 2018 - 1º turno                                            | -                                                                     |                                                                       |
| 6-4-2018                                                              | Vadul lui Vodă                                                        | Moldavia                                                              | 1 – 3                                                                 | Italia                                                                | Qual. Mondiali 2019                                                   | -                                                                     |                                                                       |
| 4-9-2018                                                              | Lovanio                                                               | Belgio                                                                | 2 – 1                                                                 | Italia                                                                | Qual. Mondiali 2019                                                   | -                                                                     |                                                                       |
| 9-10-2018                                                             | Cremona                                                               | Italia                                                                | 1 – 0                                                                 | Svezia                                                                | Amichevole                                                            | -                                                                     |                                                                       |
| 10-11-2018                                                            | Osnabrück                                                             | Germania                                                              | 5 – 2                                                                 | Italia                                                                | Amichevole                                                            | -                                                                     | 80’                                                                   |
| 18-1-2019                                                             | Empoli                                                                | Italia                                                                | 2 – 1                                                                 | Cile                                                                  | Amichevole                                                            | -                                                                     |                                                                       |
| 22-1-2019                                                             | Cesena                                                                | Italia                                                                | 2 – 0                                                                 | Galles                                                                | Amichevole                                                            | -                                                                     | 46’                                                                   |
| 1-3-2019                                                              | Larnaca                                                               | Ungheria                                                              | 0 – 3                                                                 | Italia                                                                | Cyprus Cup 2019 - 1º turno                                            | -                                                                     |                                                                       |
| 4-3-2019                                                              | Larnaca                                                               | Italia                                                                | 4 – 1                                                                 | Thailandia                                                            | Cyprus Cup 2019 - 1º turno                                            | -                                                                     |                                                                       |
| 5-4-2019                                                              | Lublino                                                               | Polonia                                                               | 1 – 1                                                                 | Italia                                                                | Amichevole                                                            | -                                                                     |                                                                       |
| 9-4-2019                                                              | Reggio Emilia                                                         | Italia                                                                | 2 – 1                                                                 | Irlanda                                                               | Amichevole                                                            | -                                                                     |                                                                       |
| 29-5-2019                                                             | Ferrara                                                               | Italia                                                                | 3 – 1                                                                 | Svizzera                                                              | Amichevole                                                            | -                                                                     |                                                                       |
| 9-6-2019                                                              | Valenciennes                                                          | Australia                                                             | 1 – 2                                                                 | Italia                                                                | Mondiali 2019 - 1º turno                                              | -                                                                     |                                                                       |
| 14-6-2019                                                             | Reims                                                                 | Giamaica                                                              | 0 – 5                                                                 | Italia                                                                | Mondiali 2019 - 1º turno                                              | -                                                                     |                                                                       |
| 18-6-2019                                                             | Valenciennes                                                          | Italia                                                                | 0 – 1                                                                 | Brasile                                                               | Mondiali 2019 - 1º turno                                              | -                                                                     |                                                                       |
| 25-6-2019                                                             | Montpellier                                                           | Italia                                                                | 2 – 0                                                                 | Cina                                                                  | Mondiali 2019 - Ottavi di finale                                      | -                                                                     |                                                                       |
| 29-6-2019                                                             | Valenciennes                                                          | Italia                                                                | 0 – 2                                                                 | Paesi Bassi                                                           | Mondiali 2019 - Quarti di finale                                      | -                                                                     | 41’                                                                   |
| 29-8-2019                                                             | Ramat Gan                                                             | Israele                                                               | 2 – 3                                                                 | Italia                                                                | Qual. Euro 2022                                                       | -                                                                     |                                                                       |
| 3-9-2019                                                              | Tbilisi                                                               | Georgia                                                               | 0 – 1                                                                 | Italia                                                                | Qual. Euro 2022                                                       | -                                                                     |                                                                       |
| 8-10-2019                                                             | Palermo                                                               | Italia                                                                | 2 – 0                                                                 | Bosnia ed Erzegovina                                                  | Qual. Euro 2022                                                       | -                                                                     |                                                                       |
| 8-11-2019                                                             | Benevento                                                             | Italia                                                                | 6 – 0                                                                 | Georgia                                                               | Qual. Euro 2022                                                       | 1                                                                     |                                                                       |
| 12-11-2019                                                            | Castel di Sangro                                                      | Italia                                                                | 5 – 0                                                                 | Malta                                                                 | Qual. Euro 2022                                                       | -                                                                     |                                                                       |
| 4-3-2020                                                              | Faro                                                                  | Portogallo                                                            | 1 – 2                                                                 | Italia                                                                | Algarve Cup 2020 - Prima fase                                         | 1                                                                     | 46’                                                                   |
| 7-3-2020                                                              | Parchal                                                               | Nuova Zelanda                                                         | 0 – 3                                                                 | Italia                                                                | Algarve Cup 2020 - Seconda fase                                       | -                                                                     |                                                                       |
| 22-09-2020                                                            | Zenica                                                                | Bosnia ed Erzegovina                                                  | 0 – 5                                                                 | Italia                                                                | Qual. Euro 2022                                                       | 1                                                                     |                                                                       |
| 27-10-2020                                                            | Empoli                                                                | Italia                                                                | 1 – 3                                                                 | Danimarca                                                             | Qual. Euro 2022                                                       | -                                                                     |                                                                       |
| 10-4-2021                                                             | Firenze                                                               | Italia                                                                | 1 – 0                                                                 | Islanda                                                               | Amichevole                                                            | -                                                                     |                                                                       |
| 13-4-2021                                                             | Firenze                                                               | Italia                                                                | 1 – 1                                                                 | Islanda                                                               | Amichevole                                                            | -                                                                     | 58’                                                                   |
| 10-6-2021                                                             | Ferrara                                                               | Italia                                                                | 1 – 0                                                                 | Paesi Bassi                                                           | Amichevole                                                            | -                                                                     | 88’                                                                   |
| 14-6-2021                                                             | Wiener Neustadt                                                       | Austria                                                               | 2 – 3                                                                 | Italia                                                                | Amichevole                                                            | 1                                                                     | Cap.                                                                  |
| 17-9-2021                                                             | Trieste                                                               | Italia                                                                | 3 – 0                                                                 | Moldavia                                                              | Qual. Mondiali 2023                                                   | -                                                                     |                                                                       |
| 21-9-2021                                                             | Karlovac                                                              | Croazia                                                               | 0 – 5                                                                 | Italia                                                                | Qual. Mondiali 2023                                                   | -                                                                     |                                                                       |
| 22-10-2021                                                            | Castel di Sangro                                                      | Italia                                                                | 3 – 0                                                                 | Croazia                                                               | Qual. Mondiali 2023                                                   | -                                                                     |                                                                       |
| 26-10-2021                                                            | Vilnius                                                               | Lituania                                                              | 0 – 5                                                                 | Italia                                                                | Qual. Mondiali 2023                                                   | -                                                                     |                                                                       |
| 26-11-2021                                                            | Palermo                                                               | Italia                                                                | 1 – 2                                                                 | Svizzera                                                              | Qual. Mondiali 2023                                                   | -                                                                     | 81’                                                                   |
| 30-11-2021                                                            | Mogoșoaia                                                             | Romania                                                               | 0 – 5                                                                 | Italia                                                                | Qual. Mondiali 2023                                                   | -                                                                     |                                                                       |
| 20-2-2022                                                             | Faro                                                                  | Italia                                                                | 2 – 1                                                                 | Norvegia                                                              | Algarve Cup 2022 - 1º turno                                           | -                                                                     |                                                                       |
| 23-2-2022                                                             | Lagos                                                                 | Svezia                                                                | 1 – 1 (6 - 5 dtr)                                                     | Italia                                                                | Algarve Cup 2022 - Finale                                             | -                                                                     |                                                                       |
| 8-4-2022                                                              | Parma                                                                 | Italia                                                                | 7 – 0                                                                 | Lituania                                                              | Qual. Mondiali 2023                                                   | -                                                                     |                                                                       |
| 12-4-2022                                                             | Thun                                                                  | Svizzera                                                              | 0 – 1                                                                 | Italia                                                                | Qual. Mondiali 2023                                                   | -                                                                     |                                                                       |
| 1-7-2022                                                              | Castel di Sangro                                                      | Italia                                                                | 1 – 1                                                                 | Spagna                                                                | Amichevole                                                            | -                                                                     |                                                                       |
| 10-7-2022                                                             | Rotherham                                                             | Francia                                                               | 5 – 1                                                                 | Italia                                                                | Euro 2022 - Fase a gironi                                             | -                                                                     |                                                                       |
| 14-7-2022                                                             | Manchester                                                            | Italia                                                                | 1 – 1                                                                 | Islanda                                                               | Euro 2022 - Fase a gironi                                             | -                                                                     |                                                                       |
| 18-7-2022                                                             | Manchester                                                            | Italia                                                                | 0 – 1                                                                 | Belgio                                                                | Euro 2022 - Fase a gironi                                             | -                                                                     |                                                                       |
| 11-11-2022                                                            | Lignano Sabbiadoro                                                    | Italia                                                                | 0 – 1                                                                 | Austria                                                               | Amichevole                                                            | -                                                                     | 46’                                                                   |
| 15-11-2022                                                            | Belfast                                                               | Irlanda del Nord                                                      | 1 – 0                                                                 | Italia                                                                | Amichevole                                                            | -                                                                     | 71’                                                                   |
| 16-2-2023                                                             | Milton Keynes                                                         | Italia                                                                | 1 – 2                                                                 | Belgio                                                                | Arnold Clark Cup 2023                                                 | -                                                                     | Cap.                                                                  |
| 19-2-2023                                                             | Coventry                                                              | Inghilterra                                                           | 2 – 1                                                                 | Italia                                                                | Arnold Clark Cup 2023                                                 | -                                                                     | 46’                                                                   |
| 22-2-2023                                                             | Bristol                                                               | Corea del Sud                                                         | 1 – 2                                                                 | Italia                                                                | Arnold Clark Cup 2023                                                 | -                                                                     | Cap.                                                                  |
| 11-4-2023                                                             | Roma                                                                  | Italia                                                                | 2 – 1                                                                 | Colombia                                                              | Amichevole                                                            | -                                                                     | Cap.                                                                  |
| 1-7-2023                                                              | Ferrara                                                               | Italia                                                                | 0 – 0                                                                 | Marocco                                                               | Amichevole                                                            | -                                                                     | Cap.                                                                  |
| 14-7-2023                                                             | Auckland                                                              | Nuova Zelanda                                                         | 0 – 1                                                                 | Italia                                                                | Amichevole                                                            | -                                                                     | 55’                                                                   |
| 24-7-2023                                                             | Auckland                                                              | Italia                                                                | 1 – 0                                                                 | Argentina                                                             | Mondiali 2023 - Fase a gironi                                         | -                                                                     |                                                                       |
| 29-7-2023                                                             | Wellington                                                            | Svezia                                                                | 5 – 0                                                                 | Italia                                                                | Mondiali 2023 - Fase a gironi                                         | -                                                                     |                                                                       |
| 2-8-2023                                                              | Wellington                                                            | Sudafrica                                                             | 3 – 2                                                                 | Italia                                                                | Mondiali 2023 - Fase a gironi                                         | -                                                                     |                                                                       |
| 22-9-2023                                                             | San Gallo                                                             | Svizzera                                                              | 0 – 1                                                                 | Italia                                                                | UEFA Women's Nations League 2023-2024 - Fase a gironi                 | -                                                                     | Cap.                                                                  |
| 26-9-2023                                                             | Castel di Sangro                                                      | Italia                                                                | 0 – 1                                                                 | Svezia                                                                | UEFA Women's Nations League 2023-2024 - Fase a gironi                 | -                                                                     | Cap.                                                                  |
| 27-10-2023                                                            | Salerno                                                               | Italia                                                                | 0 – 1                                                                 | Spagna                                                                | UEFA Women's Nations League 2023-2024 - Fase a gironi                 | -                                                                     |                                                                       |
| 31-10-2023                                                            | Malmö                                                                 | Svezia                                                                | 1 – 1                                                                 | Italia                                                                | UEFA Women's Nations League 2023-2024 - Fase a gironi                 | -                                                                     | Cap.                                                                  |
| 1-12-2023                                                             | Pontevedra                                                            | Spagna                                                                | 2 – 3                                                                 | Italia                                                                | UEFA Women's Nations League 2023-2024 - Fase a gironi                 | 1                                                                     | Cap.                                                                  |
| 5-12-2023                                                             | Parma                                                                 | Italia                                                                | 3 – 0                                                                 | Svizzera                                                              | UEFA Women's Nations League 2023-2024 - Fase a gironi                 | -                                                                     | Cap.                                                                  |
| 23-2-2024                                                             | Bagno a Ripoli                                                        | Italia                                                                | 0 – 0                                                                 | Irlanda                                                               | Amichevole                                                            | -                                                                     |                                                                       |
| 27-2-2024                                                             | Algeciras                                                             | Inghilterra                                                           | 5 – 1                                                                 | Italia                                                                | Amichevole                                                            | -                                                                     | Cap.                                                                  |
| 5-4-2024                                                              | Cosenza                                                               | Italia                                                                | 2 – 0                                                                 | Paesi Bassi                                                           | Qual. Euro 2025                                                       | -                                                                     | Cap.                                                                  |
| 9-4-2024                                                              | Helsinki                                                              | Finlandia                                                             | 2 – 1                                                                 | Italia                                                                | Qual. Euro 2025                                                       | -                                                                     | Cap.                                                                  |
| 31-5-2024                                                             | Oslo                                                                  | Norvegia                                                              | 0 – 0                                                                 | Italia                                                                | Qual. Euro 2025                                                       | -                                                                     | Cap.                                                                  |
| 4-6-2024                                                              | Ferrara                                                               | Italia                                                                | 1 – 1                                                                 | Norvegia                                                              | Qual. Euro 2025                                                       | -                                                                     | Cap.                                                                  |
| 12-7-2024                                                             | Sittard                                                               | Paesi Bassi                                                           | 0 – 0                                                                 | Italia                                                                | Qual. Euro 2025                                                       | -                                                                     | Cap.                                                                  |
| 16-7-2024                                                             | Bolzano                                                               | Italia                                                                | 4 – 0                                                                 | Finlandia                                                             | Qual. Euro 2025                                                       | -                                                                     | Cap.                                                                  |
| 29-10-2024                                                            | Vicenza                                                               | Italia                                                                | 1 – 1                                                                 | Spagna                                                                | Amichevole                                                            | -                                                                     | Cap.                                                                  |
| 2-12-2024                                                             | Bochum                                                                | Germania                                                              | 1 – 2                                                                 | Italia                                                                | Amichevole                                                            | -                                                                     | Cap.                                                                  |
| 21-2-2025                                                             | Monza                                                                 | Italia                                                                | 1 – 0                                                                 | Galles                                                                | UEFA Women's Nations League 2025 - Fase a gironi                      | -                                                                     |                                                                       |
| 25-2-2025                                                             | La Spezia                                                             | Italia                                                                | 1 – 3                                                                 | Danimarca                                                             | UEFA Women's Nations League 2025 - Fase a gironi                      | -                                                                     | Cap.                                                                  |
| 4-4-2025                                                              | Solna                                                                 | Svezia                                                                | 3 – 2                                                                 | Italia                                                                | UEFA Women's Nations League 2025 - Fase a gironi                      | -                                                                     | Cap.                                                                  |
| 8-4-2025                                                              | Herning                                                               | Danimarca                                                             | 0 – 3                                                                 | Italia                                                                | UEFA Women's Nations League 2025 - Fase a gironi                      | -                                                                     | Cap.                                                                  |
| 30-5-2025                                                             | Parma                                                                 | Italia                                                                | 0 – 0                                                                 | Svezia                                                                | UEFA Women's Nations League 2025 - Fase a gironi                      | -                                                                     | Cap.                                                                  |
| 3-6-2025                                                              | Swansea                                                               | Galles                                                                | 1 – 4                                                                 | Italia                                                                | UEFA Women's Nations League 2025 - Fase a gironi                      | 1                                                                     | 62’                                                                   |
| 3-7-2025                                                              | Sion                                                                  | Belgio                                                                | 0 – 1                                                                 | Italia                                                                | Euro 2025 - Fase a gironi                                             | -                                                                     |                                                                       |
| 7-7-2025                                                              | Ginevra                                                               | Portogallo                                                            | 1 – 1                                                                 | Italia                                                                | Euro 2025 - Fase a gironi                                             | -                                                                     |                                                                       |
| 11-7-2025                                                             | Berna                                                                 | Italia                                                                | 1 – 3                                                                 | Spagna                                                                | Euro 2025 - Fase a gironi                                             | -                                                                     | Cap.                                                                  |
| 16-7-2025                                                             | Ginevra                                                               | Norvegia                                                              | 1 – 2                                                                 | Italia                                                                | Euro 2025 - Quarti di finale                                          | -                                                                     | 58’                                                                   |
| 22-7-2025                                                             | Ginevra                                                               | Inghilterra                                                           | 2 – 1 dts                                                             | Italia                                                                | Euro 2025 - Semifinali                                                | -                                                                     | 88’                                                                   |
| Totale                                                                |                                                                       | Presenze                                                              | 120                                                                   |                                                                       | Reti                                                                  | 6                                                                     |                                                                       |

## Palmarès

### Club
- Campionato italiano di Serie A2: 1

Firenze: 2009-2010
- Campionato italiano: 5

Brescia: 2013-2014, 2015-2016
Fiorentina: 2016-2017
Roma: 2022-2023, 2023-2024
- Coppa Italia: 5

Brescia: 2015-2016
Fiorentina: 2016-2017, 2017-2018
Roma: 2020-2021, 2023-2024
- Supercoppa italiana: 4

Brescia: 2014, 2015
Roma: 2022, 2024
- Campionato spagnolo: 1

Atlético Madrid: 2018-2019

### Individuale
- Miglior difensore della Serie A: 2

2022-2023, 2023-2024
- Gran Galà del calcio AIC: 3

Squadra dell'anno: 2021, 2022, 2023